# جون مارغولايس
جون مارغولايس (بالإنجليزية: John Margolies) هو مصور أمريكي، ولد في 1940 في نيو كانان في الولايات المتحدة، وتوفي في 2016.

## وصلات خارجية
- الموقع الرسمي
- جون مارغولايس على موقع IMDb (الإنجليزية)